# サイレン (SCRIPTの曲)
「サイレン」は、SCRIPTの通算4枚目のシングル。2001年11月28日にキティMMEよりリリース。

## 解説
前作「Inspiration」より約2ヵ月後のリリース。WOWOW『MUSIC TRIBE 2002』エンディングテーマ。「サイレン」はアルバム『Body Language』に収録されている。
2004年にリリースされたミュージック・ビデオ『SCRIPT Rock Inventions〜MUSIC VIDEO CLIPS〜』にプロモーション映像が収録されている。

## 収録曲
1. サイレン
作詞・作曲：佐々木收
2. 冬の日
作詞・作曲：渡邊崇尉
3. サイレン (Backing Track)